# Ghulam Mustafa Jatoi
Ghulam Mustafa Jatoi (en ourdou : غلام مصطفیٰ جتوئی) (né le 14 août 1931 - mort le 20 novembre 2009) est un homme d'État pakistanais, Premier ministre pendant trois mois, du 6 août 1990 au 6 novembre 1990.

## Jeunesse
Jatoi est né dans la région du Sind. Il est l'aîné de quatre frères et son grand-père, Khan Bahadur Imam Bux Khan Jatoi, est membre de l'assemblée législative de Bombay en 1923, 1927 et 1931. Pour le moment, seuls quatre membres ont représenté la région du Sind.
Jatoi étudie au Karachi Grammar School (en) et à l'Université de Cambridge pour ses études supérieures. En 1952, il part en Angleterre pour devenir avocat au barreau mais doit repartir au Pakistan au bout d'un an à cause de son père souffrant.

## Carrière politique
Jatoi est élu à la première Assemblée provinciale du Pakistan occidental en 1958 et est réélu en 1965. Il est également Président du conseil d'administration du district de Nawabshah en 1952, tenant au passage la distinction d'être le plus jeune Président du conseil d'administration d'un district du sous-continent.
Jatoi rejoint le Parti du peuple pakistanais en mars 1969. En 1970, il est réélu à l'Assemblée nationale, mais cette fois-ci sous l'étiquette du PPP.  

## Vie privée
Ghulam Mustafa Jatoi a trois filles et cinq garçons : Murtaza Jatoi, Masroor Jatoi, Tariq Jatoi (décédé), Arif Mustafa Jatoi (ancien Ministre de l'Alimentation et de l'Agriculture) et actuel membre de l'Assemblée provinciale du Sind et Asif Mustafa Jatoi, actuel sénateur.